# Zenodorus metallescens
Zenodorus metallescens là một loài nhện trong họ Salticidae.
Loài này thuộc chi Zenodorus. Zenodorus metallescens được Ludwig Carl Christian Koch miêu tả năm 1879.